# Пенка Мъглова
Пенка Влайкова Мъглова – Стоева (още Пепа Мъглова) е български физик, професор и доктор на физичеките научки, научен сътрудник в Централната лаборатория по слънчево – земни взаимодействия (днес ИКИТ) при Българската академия на науките, Филиал Стара Загора и от септември 2020 година вице-президент на Европейското общество за астрономия и култура. Автор е на над 225 публикации в България и чужбина. Областите в които са специализирани нейните изследвания са кометни и планетни атмосфери, слънчева корона, слънчева и геомагнитна активност, слънчево-земни връзки, спелеология и археоастрономия.

## Биография
Родена е на 15 март 1954 г. в Стара Загора. Завършва физика в Пловдивския университет “Паисий Хилендарски” през 1976 г. През 2001 г. защитава докторат в областта на „Физика на океана, атмосферата и околоземното пространство“ на тема „Спектрометрия на праховия континуум и хидроксила в ултравиолета на Халеевата комета“.
Започва научната си кариера в Института за космически изследвания при Българската академия на науките, Международен ситуационен център, Стара Загора, където работи с учени като Кирил Серафимов, Митко Гогошев и Борис Комитов.
Съпруга е на Алексей Стоев, с когото заедно изследват геомагнитната активност на територията на Цареви порти, скалното светилище Каялийските скали, мегалитната арка при Скрибина, Кара таш и много други археологически обекти в България.